# Puchar Świata w Piłce Siatkowej Kobiet 2007
Puchar Świata w piłce siatkowej kobiet był pierwszą kwalifikacją do Igrzysk Olimpijskich w Pekinie w 2008 roku. Odbywał się w dniach 2–16 listopada 2007 w Japonii.

## Formuła Pucharu Świata
- W zawodach bierze udział 12 zespołów (gospodarz – Japonia plus 9 z kwalifikacji oraz 2 zaproszone)
- 9 zespołów kwalifikuje się na podstawie mistrzostw poszczególnych kontynentów. Dla Afryki jest zarezerwowane jedno miejsce, dla pozostałych kontynentów po dwa.
- Pozostałe dwa zespoły uzyskają kwalifikację poprzez otrzymanie „dzikiej karty” od FIVB.
- Gospodarz Igrzysk Olimpijskich (w tym roku Chiny) nie bierze udziału w Pucharze Świata.
- Zespoły rozegrają mecze systemem „każdy z każdym”.
- Przy ustalaniu kolejności zespołów w tabeli decydujące będzie: punkty i liczba meczów wygranych, współczynnik punktowy (iloraz punktów zdobytych do straconych), współczynnik setowy (iloraz setów zdobytych do straconych).
- Kwalifikację olimpijską otrzymają trzy najlepsze zespoły w końcowej tabeli.

Każdy zespół może zgłosić 12 zawodników do Pucharu Świata. Nie ma możliwości późniejszej zmiany zgłoszonych zawodników, nawet w przypadku kontuzji któregoś z nich.

## Uczestnicy
- Japonia – gospodarz
- Włochy – mistrz Europy
- Serbia – wicemistrz Europy
- Tajlandia – mistrz Azji
- Korea Południowa – wicemistrz Azji
- Kenia – mistrz Afryki
- Kuba – mistrz Ameryki Północnej
- Stany Zjednoczone – wicemistrz Ameryki Północnej
- Brazylia – mistrz Ameryki Południowej
- Peru – wicemistrz Ameryki Południowej
- Polska – „dzika karta”
- Dominikana – „dzika karta”

## Terminarz i wyniki

### I runda
Tokio
| Data | Drużyna 1        | Wynik | Drużyna 2        | 1     | 2     | 3     | 4     | 5     | * |
| ---- | ---------------- | ----- | ---------------- | ----- | ----- | ----- | ----- | ----- | - |
| 2.11 | Korea Południowa | 0:3   | Serbia           | 21:25 | 23:25 | 15:25 |       |       |   |
| 2.11 | Włochy           | 3:0   | Tajlandia        | 25:14 | 25:14 | 25:16 |       |       |   |
| 2.11 | Japonia          | 3:0   | Dominikana       | 25:23 | 25:18 | 25:20 |       |       |   |
| 3.11 | Serbia           | 3:1   | Tajlandia        | 25:20 | 18:25 | 25:17 | 26:24 |       |   |
| 3.11 | Dominikana       | 0:3   | Włochy           | 17:25 | 16:25 | 17:25 |       |       |   |
| 3.11 | Japonia          | 3:1   | Korea Południowa | 25:23 | 19:25 | 25:22 | 25:16 |       |   |
| 4.11 | Dominikana       | 3:2   | Tajlandia        | 25:14 | 25:21 | 23:25 | 19:25 | 17:15 |   |
| 4.11 | Włochy           | 3:0   | Korea Południowa | 25:15 | 25:19 | 25:22 |       |       |   |
| 4.11 | Japonia          | 1:3   | Serbia           | 20:25 | 20:25 | 25:18 | 24:26 |       |   |

Hamamatsu
| Data | Drużyna 1 | Wynik | Drużyna 2         | 1     | 2     | 3     | 4     | 5     | * |
| ---- | --------- | ----- | ----------------- | ----- | ----- | ----- | ----- | ----- | - |
| 2.11 | Kuba      | 3:0   | Kenia             | 25:11 | 25:18 | 25:20 |       |       |   |
| 2.11 | Peru      | 0:3   | Stany Zjednoczone | 23:25 | 14:25 | 19:25 |       |       |   |
| 2.11 | Brazylia  | 3:0   | Polska            | 25:12 | 25:20 | 25:22 |       |       |   |
| 3.11 | Kuba      | 2:3   | Stany Zjednoczone | 25:20 | 21:25 | 18:25 | 25:20 | 11:15 |   |
| 3.11 | Peru      | 0:3   | Polska            | 17:25 | 17:25 | 16:25 |       |       |   |
| 3.11 | Brazylia  | 3:0   | Kenia             | 25:16 | 25:7  | 25:14 |       |       |   |
| 4.11 | Kenia     | 0:3   | Peru              | 16:25 | 9:25  | 19:25 |       |       |   |
| 4.11 | Brazylia  | 3:2   | Kuba              | 25:19 | 19:25 | 25:17 | 19:25 | 15:11 |   |
| 4.11 | Polska    | 1:3   | Stany Zjednoczone | 21:25 | 25:12 | 25:27 | 17:25 |       |   |

### II runda
Osaka
| Data | Drużyna 1        | Wynik | Drużyna 2        | 1     | 2     | 3     | 4     | 5    | * |
| ---- | ---------------- | ----- | ---------------- | ----- | ----- | ----- | ----- | ---- | - |
| 6.11 | Włochy           | 3:2   | Serbia           | 23:25 | 25:14 | 16:25 | 25:17 | 15:7 |   |
| 6.11 | Dominikana       | 1:3   | Korea Południowa | 24:26 | 25:22 | 20:25 | 21:25 |      |   |
| 6.11 | Japonia          | 3:0   | Tajlandia        | 25:19 | 27:25 | 25:14 |       |      |   |
| 7.11 | Korea Południowa | 3:0   | Tajlandia        | 25:21 | 25:20 | 25:21 |       |      |   |
| 7.11 | Dominikana       | 0:3   | Serbia           | 22:25 | 14:25 | 23:25 |       |      |   |
| 7.11 | Japonia          | 0:3   | Włochy           | 18:25 | 19:25 | 14:25 |       |      |   |

Sendai
| Data | Drużyna 1 | Wynik | Drużyna 2         | 1     | 2     | 3     | 4     | 5     | * |
| ---- | --------- | ----- | ----------------- | ----- | ----- | ----- | ----- | ----- | - |
| 6.11 | Kenia     | 0:3   | Stany Zjednoczone | 9:25  | 20:25 | 10:25 |       |       |   |
| 6.11 | Kuba      | 3:2   | Polska            | 21:25 | 26:24 | 22:25 | 25:21 | 15:13 |   |
| 6.11 | Brazylia  | 3:0   | Peru              | 25:17 | 25:15 | 25:17 |       |       |   |
| 7.11 | Kenia     | 0:3   | Polska            | 12:25 | 10:25 | 15:25 |       |       |   |
| 7.11 | Kuba      | 3:0   | Peru              | 29:27 | 25:19 | 25:13 |       |       |   |
| 7.11 | Brazylia  | 2:3   | Stany Zjednoczone | 25:17 | 25:16 | 21:25 | 23:25 | 9:15  |   |

### III runda
Sapporo
| Data  | Drużyna 1 | Wynik | Drużyna 2 | 1     | 2     | 3     | 4     | 5     | * |
| ----- | --------- | ----- | --------- | ----- | ----- | ----- | ----- | ----- | - |
| 9.11  | Włochy    | 3:0   | Polska    | 25:15 | 25:15 | 25:18 |       |       |   |
| 9.11  | Kenia     | 0:3   | Serbia    | 15:25 | 16:25 | 10:25 |       |       |   |
| 9.11  | Japonia   | 3:1   | Peru      | 25:18 | 25:13 | 22:25 | 25:19 |       |   |
| 10.11 | Włochy    | 3:0   | Kenia     | 25:13 | 25:13 | 25:5  |       |       |   |
| 10.11 | Peru      | 0:3   | Serbia    | 15:25 | 15:25 | 23:25 |       |       |   |
| 10.11 | Japonia   | 3:2   | Polska    | 19:25 | 25:23 | 18:25 | 25:22 | 15:12 |   |
| 11.11 | Włochy    | 3:0   | Peru      | 25:13 | 25:21 | 25:17 |       |       |   |
| 11.11 | Polska    | 3:2   | Serbia    | 24:26 | 25:23 | 25:12 | 19:25 | 15:10 |   |
| 11.11 | Japonia   | 3:0   | Kenia     | 25:14 | 25:12 | 25:8  |       |       |   |

Kumamoto
| Data  | Drużyna 1        | Wynik | Drużyna 2         | 1     | 2     | 3     | 4     | 5     | * |
| ----- | ---------------- | ----- | ----------------- | ----- | ----- | ----- | ----- | ----- | - |
| 9.11  | Brazylia         | 3:0   | Tajlandia         | 25:12 | 25:13 | 25:20 |       |       |   |
| 9.11  | Dominikana       | 1:3   | Stany Zjednoczone | 16:25 | 25:20 | 16:25 | 18:25 |       |   |
| 9.11  | Kuba             | 3:2   | Korea Południowa  | 25:20 | 17:25 | 19:25 | 25:21 | 15:10 |   |
| 10.11 | Kuba             | 3:1   | Dominikana        | 25:13 | 25:27 | 25:23 | 25:18 |       |   |
| 10.11 | Tajlandia        | 1:3   | Stany Zjednoczone | 25:21 | 19:25 | 11:25 | 13:25 |       |   |
| 10.11 | Brazylia         | 3:0   | Korea Południowa  | 25:15 | 25:17 | 25:17 |       |       |   |
| 11.11 | Kuba             | 3:1   | Tajlandia         | 25:22 | 23:25 | 25:22 | 25:13 |       |   |
| 11.11 | Korea Południowa | 0:3   | Stany Zjednoczone | 21:25 | 19:25 | 23:25 |       |       |   |
| 11.11 | Brazylia         | 3:0   | Dominikana        | 25:16 | 25:12 | 25:14 |       |       |   |

### IV runda
Nagoja
| Data  | Drużyna 1 | Wynik | Drużyna 2         | 1     | 2     | 3     | 4     | 5 | * |
| ----- | --------- | ----- | ----------------- | ----- | ----- | ----- | ----- | - | - |
| 14.11 | Brazylia  | 0:3   | Włochy            | 20:25 | 23:25 | 19:25 |       |   |   |
| 14.11 | Serbia    | 3:1   | Stany Zjednoczone | 28:26 | 23:25 | 25:20 | 25:23 |   |   |
| 14.11 | Japonia   | 1:3   | Kuba              | 25:22 | 29:31 | 23:25 | 20:25 |   |   |
| 15.11 | Brazylia  | 3:0   | Serbia            | 25:13 | 25:14 | 25:21 |       |   |   |
| 15.11 | Kuba      | 0:3   | Włochy            | 25:27 | 19:25 | 16:25 |       |   |   |
| 15.11 | Japonia   | 0:3   | Stany Zjednoczone | 17:25 | 14:25 | 20:25 |       |   |   |
| 16.11 | Kuba      | 3:1   | Serbia            | 23:25 | 25:22 | 25:20 | 25:22 |   |   |
| 16.11 | Włochy    | 3:0   | Stany Zjednoczone | 25:20 | 25:18 | 27:25 |       |   |   |
| 16.11 | Japonia   | 1:3   | Brazylia          | 16:25 | 25:23 | 18:25 | 18:25 |   |   |

Nagoja
| Data  | Drużyna 1        | Wynik | Drużyna 2        | 1     | 2     | 3     | 4     | 5     | * |
| ----- | ---------------- | ----- | ---------------- | ----- | ----- | ----- | ----- | ----- | - |
| 14.11 | Kenia            | 2:3   | Tajlandia        | 15:25 | 25:23 | 25:22 | 13:25 | 10:15 |   |
| 14.11 | Dominikana       | 0:3   | Polska           | 14:25 | 14:25 | 18:25 |       |       |   |
| 14.11 | Korea Południowa | 3:0   | Peru             | 25:17 | 26:24 | 25:20 |       |       |   |
| 15.11 | Dominikana       | 3:0   | Kenia            | 25:19 | 25:16 | 25:18 |       |       |   |
| 15.11 | Peru             | 0:3   | Tajlandia        | 23:25 | 22:25 | 17:25 |       |       |   |
| 15.11 | Korea Południowa | 1:3   | Polska           | 20:25 | 25:20 | 23:25 | 19:25 |       |   |
| 16.11 | Dominikana       | 3:2   | Peru             | 23:25 | 21:25 | 25:17 | 25:10 | 15:13 |   |
| 16.11 | Polska           | 3:0   | Tajlandia        | 25:15 | 25:17 | 25:22 |       |       |   |
| 16.11 | Kenia            | 0:3   | Korea Południowa | 16:25 | 17:25 | 12:25 |       |       |   |

## Tabela
| Lp. | Drużyna           | Pkt | Mecze | Mecze | Mecze | Sety | Sety | Sety   | Małe punkty | Małe punkty | Małe punkty |
| Lp. | Drużyna           | Pkt | M     | W     | P     | wyg. | prz. | ratio  | zdob.       | str.        | ratio       |
| --- | ----------------- | --- | ----- | ----- | ----- | ---- | ---- | ------ | ----------- | ----------- | ----------- |
| 1   | Włochy            | 22  | 11    | 11    | 0     | 33   | 2    | 16.500 | 858         | 604         | 1.421       |
| 2   | Brazylia          | 20  | 11    | 9     | 2     | 29   | 9    | 3.222  | 891         | 671         | 1.328       |
| 3   | Stany Zjednoczone | 20  | 11    | 9     | 2     | 28   | 13   | 2.154  | 940         | 821         | 1.145       |
| 4   | Kuba              | 19  | 11    | 8     | 3     | 28   | 17   | 1.647  | 1020        | 951         | 1.073       |
| 5   | Serbia            | 18  | 11    | 7     | 4     | 26   | 15   | 1.733  | 910         | 866         | 1.051       |
| 6   | Polska            | 17  | 11    | 6     | 5     | 23   | 18   | 1.278  | 908         | 820         | 1.107       |
| 7   | Japonia           | 17  | 11    | 6     | 5     | 21   | 19   | 1.105  | 885         | 866         | 1.022       |
| 8   | Korea Południowa  | 15  | 11    | 4     | 7     | 16   | 22   | 0.727  | 825         | 848         | 0.973       |
| 9   | Dominikana        | 14  | 11    | 3     | 8     | 12   | 28   | 0.429  | 797         | 911         | 0.875       |
| 10  | Tajlandia         | 13  | 11    | 2     | 9     | 11   | 29   | 0.379  | 784         | 924         | 0.848       |
| 11  | Peru              | 12  | 11    | 1     | 10    | 6    | 30   | 0.200  | 681         | 855         | 0.796       |
| 12  | Kenia             | 11  | 11    | 0     | 11    | 2    | 33   | 0.061  | 498         | 860         | 0.579       |

     awans na Igrzyska Olimpijskie 2008

## Klasyfikacja końcowa
| Miejsce | Reprezentacja     |
| ------- | ----------------- |
| złoto   | Włochy            |
| srebro  | Brazylia          |
| brąz    | Stany Zjednoczone |
| 4.      | Kuba              |
| 5.      | Serbia            |
| 6.      | Polska            |
| 7.      | Japonia           |
| 8.      | Korea Południowa  |
| 9.      | Dominikana        |
| 10.     | Tajlandia         |
| 11.     | Peru              |
| 12.     | Kenia             |

## Nagrody indywidualne
| MVP          | Najlepsza punktująca | Najlepsza blokująca | Najlepsza atakująca | Najlepsza zagrywająca | Najlepsza rozgrywająca | Najlepsza libero |
| ------------ | -------------------- | ------------------- | ------------------- | --------------------- | ---------------------- | ---------------- |
| Simona Gioli | Katarzyna Skowrońska | Simona Gioli        | Nancy Carrillo      | Yanelis Santos        | Fofão                  | Paola Cardullo   |